# Тищенко Ганна Іванівна
Ганна Іванівна Тищенко (20 листопада 1910, станція Краматорськ, тепер Донецької області — 3 лютого 1997, місто Краматорськ Донецької області) — українська радянська діячка, провідний інженер-конструктор Новокраматорського машинобудівного заводу Донецької області. Герой Соціалістичної Праці (7.03.1960). Депутат Верховної Ради УРСР 3-го скликання.

## Біографія
Народилася у родині селянина-бідняка. Трудову діяльність розпочала у 1925 році підручним слюсаря Старо-Краматорського машинобудівного заводу на Донбасі.
У 1928 році закінчила школу фабрично-заводського учнівства в місті Краматорську. Працювала на Старо-Краматорському машинобудівному заводі імені Орджонікідзе слюсарем, розмітником, конструктором.
Член ВКП(б) з 1931 року.
У 1932 році закінчила Краматорський вечірній машинобудівний інститут, здобувши спеціальність інженера-механіка.
У 1932—1936 роках — завідувач відділу технологічного факультету, декан технологічного факультету Краматорського вечірнього машинобудівного інституту Донецької області.
У 1936—1941 роках — старший інженер-конструктор Ново-Краматорського машинобудівного заводу імені Сталіна Сталінської області. У 1940 році закінчила Ленінградський інститут підвищення кваліфікації інженерів спеціальної промисловості.
Під час німецько-радянської війни з жовтня 1941 року перебувала в Кемеровській області РРФСР, де на евакуйованому заводі працювала старшим інженером, начальником відділу кадрів, заступником голови завкому.
Після повернення із евакуації — старший інженер-конструктор, а з 1950 року — провідний інженер-конструктор бюро редукторобудування Ново-Краматорського машинобудівного заводу імені Сталіна Сталінської області. Проектувала шахтні підйомні машини великої потужності. 
Брала активну участь у громадському житті, 20 років керувала жіночою радою Новокраматорського машинобудівного заводу Донецької області.
Потім — на пенсії у місті Краматорську Донецької області.

## Нагороди
- Герой Соціалістичної Праці (7.03.1960)
- орден Леніна (7.03.1960)
- ордени
- медалі